# Lijst van rijksmonumenten in Sexbierum
De plaats Sexbierum telt 21 inschrijvingen in het rijksmonumentenregister. Hieronder een overzicht. 
| Object | Oorspronkelijke functie?  | Bouwjaar                                                                                             | Architect | Locatie                                                    | Coördinaten?                  | Nr.?   | Afbeelding                                                     |
| --- | ------------------------- | --- | --------- | ---------------------------------------------------------- | ----------------------------- | ------ | -------------------------------------------------------------- |
| Hoekpand onder hoog opgaand schilddak met hoekschoorstenen waarop borden en met houten goot op klossen aan zij- en achtergevel  | Woonhuis                  | mog. 18e eeuw                                                                                        |           | Alde Buorren 1                                             | 53° 13' 8" NB, 5° 29' 6" OL   | 8645   | Meer afbeeldingen                                              |
| Eenvoudig pand met grote gevelsteen met een afbeelding van een schip                                                            | Woonhuis                  | mog. 18e eeuw                                                                                        |           | Alde Buorren 3                                             | 53° 13' 7" NB, 5° 29' 6" OL   | 8646   | Meer afbeeldingen                                              |
| Grote boerderij met dwars voorhuis met omlijste ingang en zesruitsvensters onder schilddak met twee hoekschoorstenen met borden | Boerderij                 | |           | Frjentsjerterein 25                                        | 53° 12' 55" NB, 5° 29' 23" OL | 8647   | Meer afbeeldingen                                              |
| De Korenaar | Industrie- en poldermolen | 1868 1995 (rest.)                                                                                    |           | bij Hearewei 30                                            | 53° 13' 20" NB, 5° 29' 21" OL | 8648   | Meer afbeeldingen                                              |
| Eelsma State | Boerderij                 | 19e eeuw                                                                                             |           | Hoarnestreek 7                                             | 53° 13' 47" NB, 5° 29' 10" OL | 8649   | Meer afbeeldingen                                              |
| Latsmastate | Boerderij                 | ca. 1880 (voorhuis)                                                                                  |           | Latsmaleane 1                                              | 53° 13' 20" NB, 5° 28' 49" OL | 8650   | Meer afbeeldingen                                              |
| Poortgebouw van de voorm. Liauckama State                                                                                       | Bijgebouwen kastelen enz. | 1604                                                                                                 |           | bij Liauckamalaan 2                                        | 53° 13' 14" NB, 5° 28' 35" OL | 8651   | Meer afbeeldingen                                              |
| Kop-hals-rompboerderij in gele Friese steen op het terrein van de voorm. Liauckama State                                        | Boerderij                 | 1862                                                                                                 |           | Liauckamalaan 2                                            | 53° 13' 16" NB, 5° 28' 35" OL | 8652   | Meer afbeeldingen                                              |
| Daglonershuisje in baksteen met staafankers onder met pannen belegd schilddak met dakkapel, topschoorsteen en uileborden        | Woonhuis                  | ged. 19e eeuw                                                                                        |           | Liauckamalaan 4                                            | 53° 13' 17" NB, 5° 28' 32" OL | 8653   | Meer afbeeldingen                                              |
| Sixtuskerk. Hervormde kerk en toren op verhoogd kerkhof                                                                         | Kerk en kerkonderdeel     | 13e eeuw begin 16e eeuw (verb.) 1772 (consistoriekamer, bepleistering schip) 1905 (beklamping toren) |           | Tsjerkepaed 1                                              | 53° 13' 9" NB, 5° 29' 5" OL   | 8654   | Meer afbeeldingen                                              |
| Hervormde kerk, ringweg om kerkhof                                                                                              | Weg                       | |           | bij Tsjerkepaed 1                                          | 53° 13' 10" NB, 5° 29' 2" OL  | 8655   | Hervormde kerk, ringweg om kerkhof                             |
| Terrein met twee terpen | Archeologisch monument    | omstreeks begin jaartelling                                                                          |           | ten noorden van de Getswerdersyl                           | 53° 11' 59" NB, 5° 29' 48" OL | 45213  | Upload foto                                                    |
| Terp | Archeologisch monument    | omstreeks begin jaartelling                                                                          |           | ten noorden van de Getswerdersyl                           | 53° 12' 1" NB, 5° 29' 58" OL  | 45214  | Upload foto                                                    |
| Stinswier | Archeologisch monument    | middeleeuwen                                                                                         |           | ten oosten van Hoarnestreek 7 aan de Ottemaleane           | 53° 13' 52" NB, 5° 29' 26" OL | 45238  | Meer afbeeldingen                                              |
| Terp | Archeologisch monument    | verm. middeleeuws                                                                                    |           | aan de Hoarnestreek bij het begin van de Latsmaleane       | 53° 13' 35" NB, 5° 28' 48" OL | 45242  | Terp                                                           |
| Stinsterrein | Archeologisch monument    | middeleeuwen                                                                                         |           | ten zuiden van de Juckemaleane                             | 53° 12' 32" NB, 5° 29' 15" OL | 45246  | Upload foto                                                    |
| Terp met overblijfselen van het voorm. Praemonstratenser klooster Mariendal te Lidlum                                           | Archeologisch monument    | 13e eeuw                                                                                             |           | ten oosten van de Mûntsewei in de buurt van de Lidlumerwei | 53° 13' 54" NB, 5° 31' 28" OL | 45248  | Upload foto                                                    |
| Terrein met overblijfselen van het voorm. klooster Bethanië (Foswerd) te Ferwerd                                                | Archeologisch monument    | 15e eeuw                                                                                             |           | ten noorden van de Kammingadammen                          | 53° 13' 56" NB, 5° 34' 16" OL | 45249  | Upload foto                                                    |
| Terp | Archeologisch monument    | verm. vroeg-middeleeuws                                                                              |           | bij Tsjerkepaed 1                                          | 53° 13' 8" NB, 5° 29' 7" OL   | 46206  | Upload foto                                                    |
| Terrein met overblijfselen van de voorm. Liauckemastate                                                                         | Archeologisch monument    | 13e eeuw                                                                                             |           | bij Liauckamalaan 2                                        | 53° 13' 17" NB, 5° 28' 32" OL | 46211  | Upload foto                                                    |
| Stelpboerderij in traditionele stijl met eclectische elementen                                                                  | Boerderij                 | 1892                                                                                                 |           | Frjentsjerterdyk 16                                        | 53° 12' 46" NB, 5° 30' 2" OL  | 512696 | Stelpboerderij in traditionele stijl met eclectische elementen |